# 王微 (明朝)
王微（約1597年—1647年），字修微，自號草衣道人，明末清初廣陵歌妓和詩人。

## 生平
王微七歲喪父，淪为歌妓。王微往來勝流名士之間，四處遊歷，曾嫁茅元儀，与名妓杨宛共同陪伴元儀在西湖闲居。后王微离去。「忽有警悟，皈心禅说」，自称「草衣道人」，有隐退终老之志。《列朝詩集小傳》说她“偶過吳門，為俗子所嬲（被俗人、骚扰、糾纏)，乃歸於華亭潁川君(許譽卿）”。王微平日戲謔許為“許蠻”。約順治四年（1647年）王微卒，許譽卿出家。
王微文才不俗，和當時的文人如「嘉定四先生」、錢謙益和陳繼儒有文學交流，王微經常向陳繼儒請教。王微受到不少人讚賞，有人認為她的文采和李清照不相伯仲。